# Čebelarsko društvo Škofja Loka
Čebelarsko društvo Škofja Loka je bilo ustanovljeno leta 1905 in sicer kot podružnica Slovenskega čebelarskega društva. Ob ustanovitvi je društvo imelo dvajset članov

## Zgodovina
Čebelarjenje na škofjeloškem se omenja že dosti prej. Prvič je omenjeno v darilni listini iz leta 1002, kralja Henrika II. freinsinškemu škofu Goteschalku, kjer so omenjeni tudi dohodki čebelje paše in je bila to osnova za dajatve.

## Predsedniki društva
- 1905 - 1907 Primož Žontar
- 1908 - 1910 Martin Proj
- 1911 - 1919 Matija Mrak
- 1920 - 1922 Kamil Požar
- 1923 - 1935 Janez Žontar
- 1936 - 1950 Valentin Noč
- 1951 - 1961 Jože Detela
- 1962 - 1981 Janez Tavčar
- v letu 1982 Tomaž Prevodnik
- 1985 - 1991 Franc Miklavčič
- 1992 - 1995 Peter Porenta
- 1996 - 1999 Franc Rupar
- 2000 - 2001 Luka Jezeršek
- leta 2002 Jože Šnajder
- 2003 - 2007 Robert Kastelic
- 2008 - 2015 Marijan Novak
- 2016 →  Aleš Demšar